# Супербоул VI
Супербоул VI (англ. Super Bowl VI) — решающая игра Национальной футбольной лиги в сезоне 1971 года. В матче получили право играть лучшая команда Национальной футбольной конференции «Даллас Ковбойз» и Американской футбольной конференции «Майами Долфинс».
Игра прошла 16 января 1972 года на стадионе «Тулейн Стэдиум» в городе Новый Орлеан (штат Луизиана), в присутствии 81023 зрителей.
Победу в матче одержала команда «Даллас Ковбойз» со счётом 24:3. Самым ценным игроком был признан квотербек «Далласа» Роджер Стаубах.

## Трансляция
В США игру транслировал CBS.

## Ход матча
Даллас, в первой половине, сделал филд гол и тачдаун. Майами ответил лишь филд голом. Во второй половине два тачдауна Далласа не дали Майами шансов.
DAL-Даллас, MIA-Майами, ЭП-Экстрапоинт
■ Первая четверть:
- 1:23-DAL-9-ярдовый филд гол, Даллас повел 3:0

■ Вторая четверть:
- 1:15-DAL-7-ярдовый тачдаун+ЭП, Даллас ведет 10:0
- 0:04-MIA-31-ярдовый филд гол, Даллас ведет 10:3

■ Третья четверть:
- 9:43-DAL-3-ярдовый тачдаун+ЭП, Даллас ведет 17:3

■ Четвёртая четверть:
- 11:42-DAL-7-ярдовый тачдаун+ЭП, Даллас ведет 24:3

## Упоминание в культуре
- Там, где бродит бизон (фильм)